# Ulmus thomasii
Ulmus thomasii là một loài thực vật có hoa trong họ Ulmaceae. Loài này được Sarg. miêu tả khoa học đầu tiên năm 1902.

## Hình ảnh

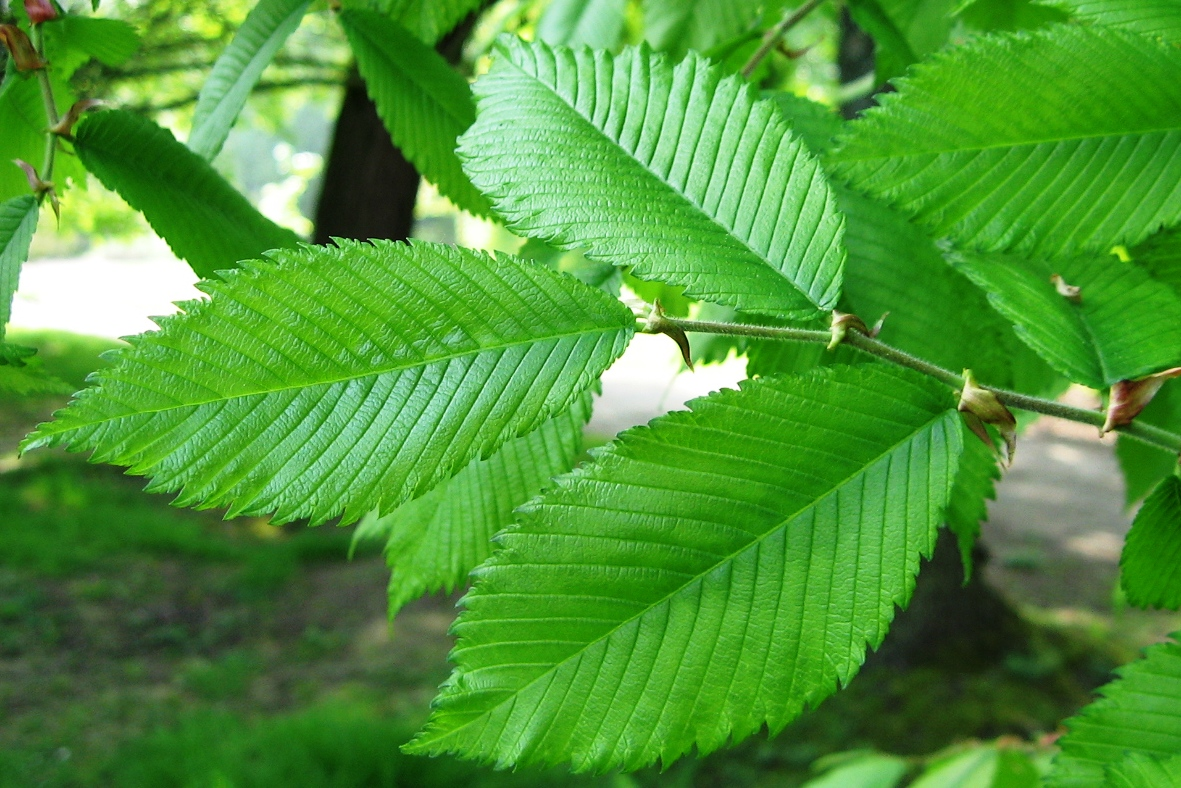
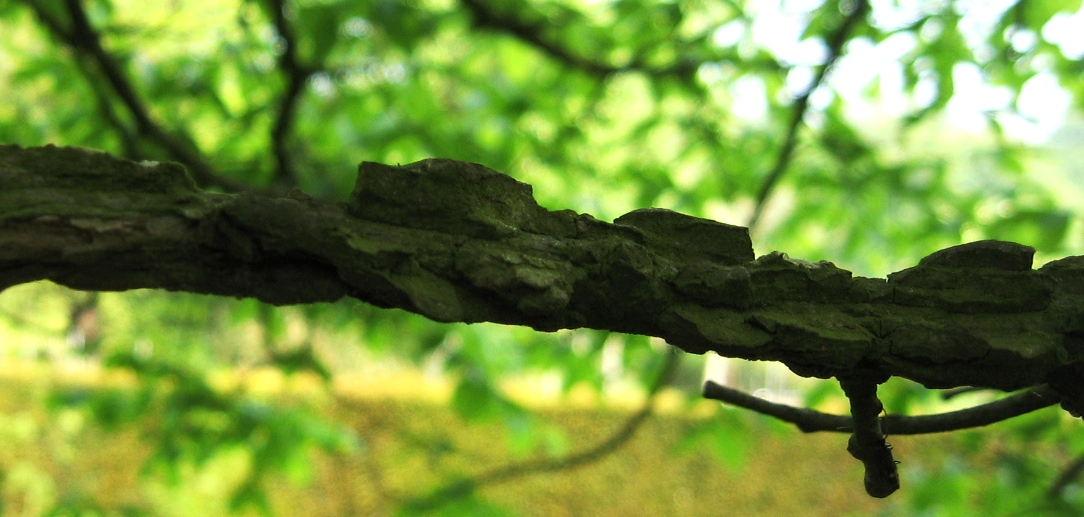
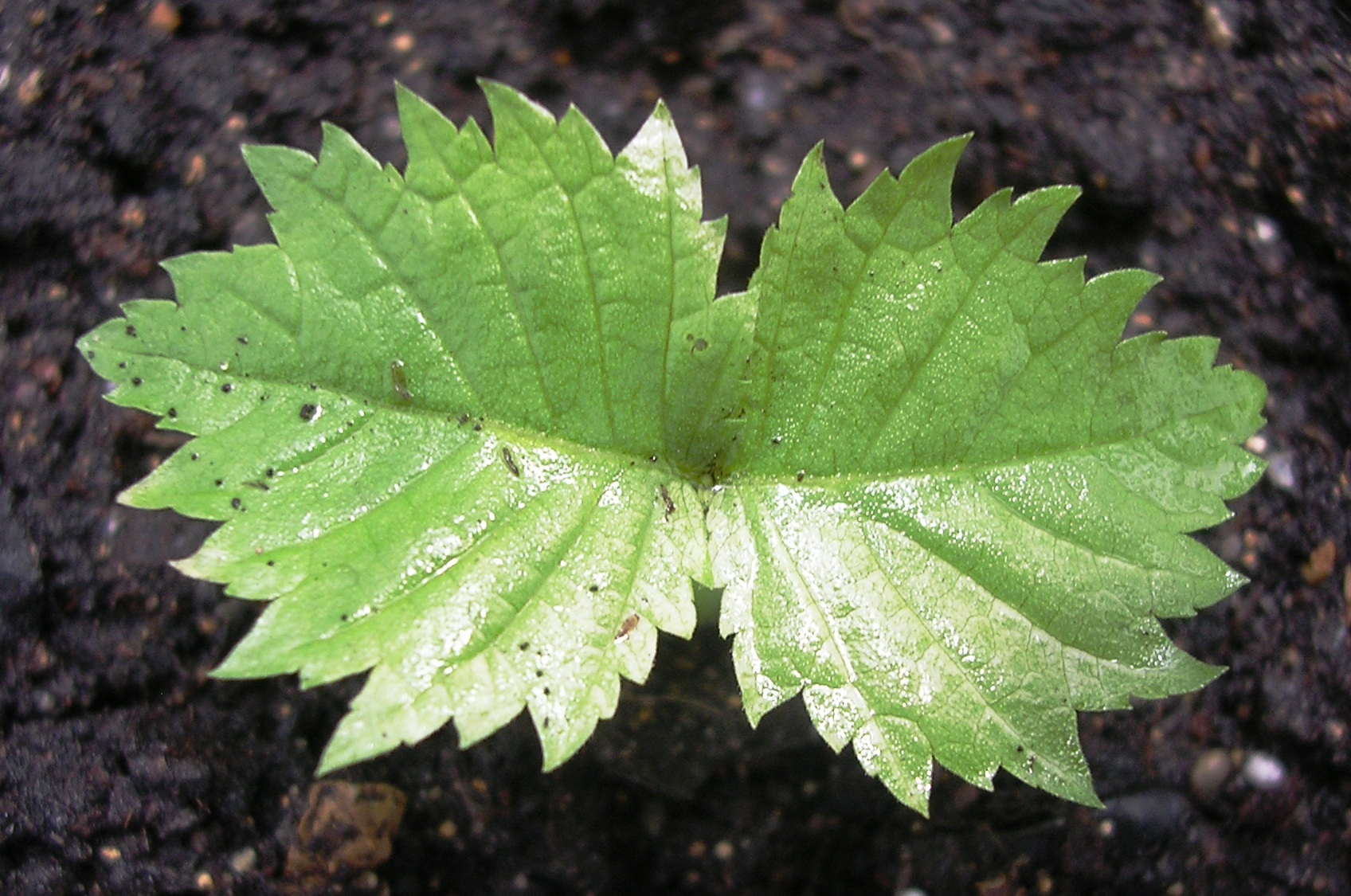
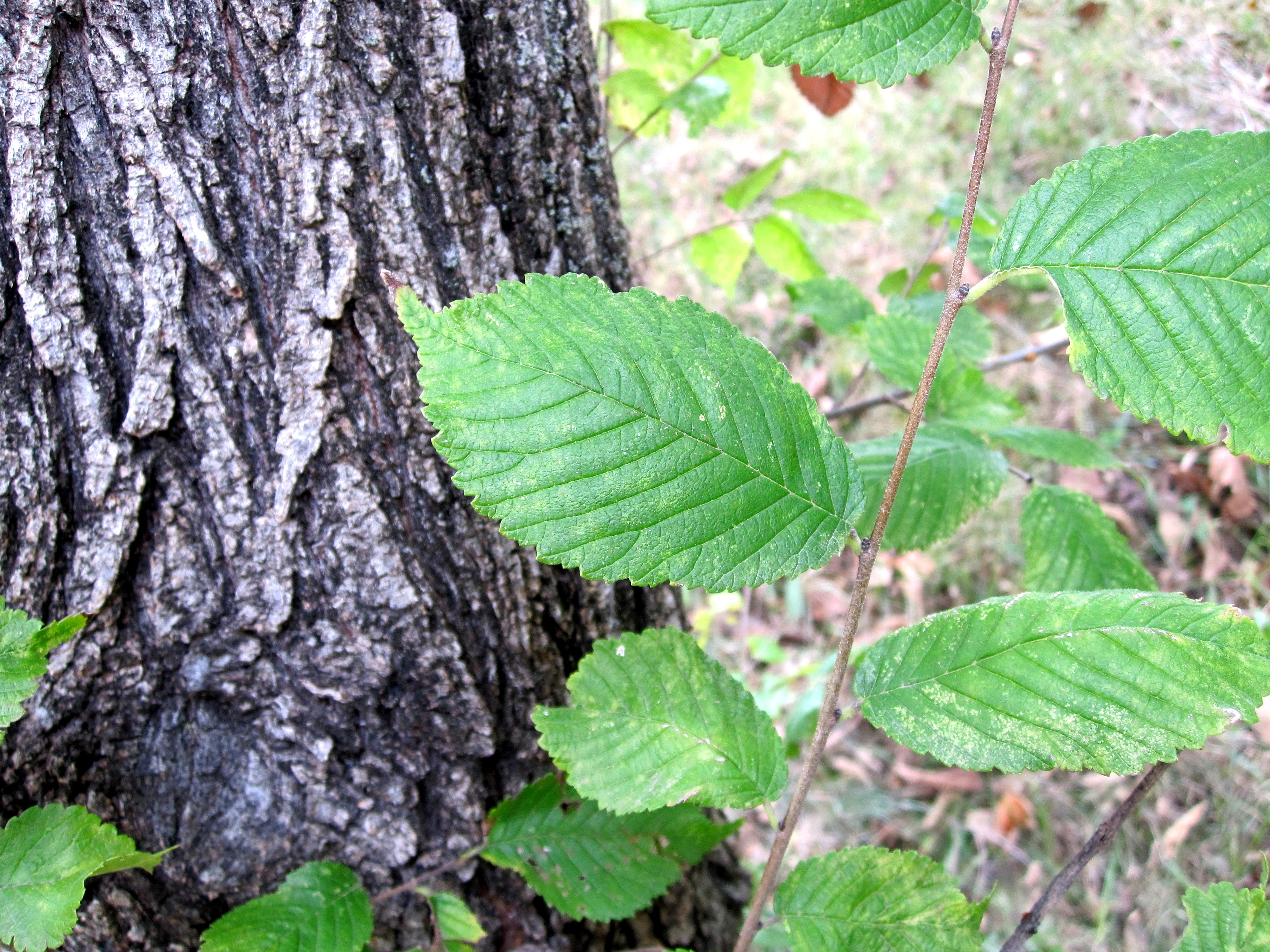